# Léninisme

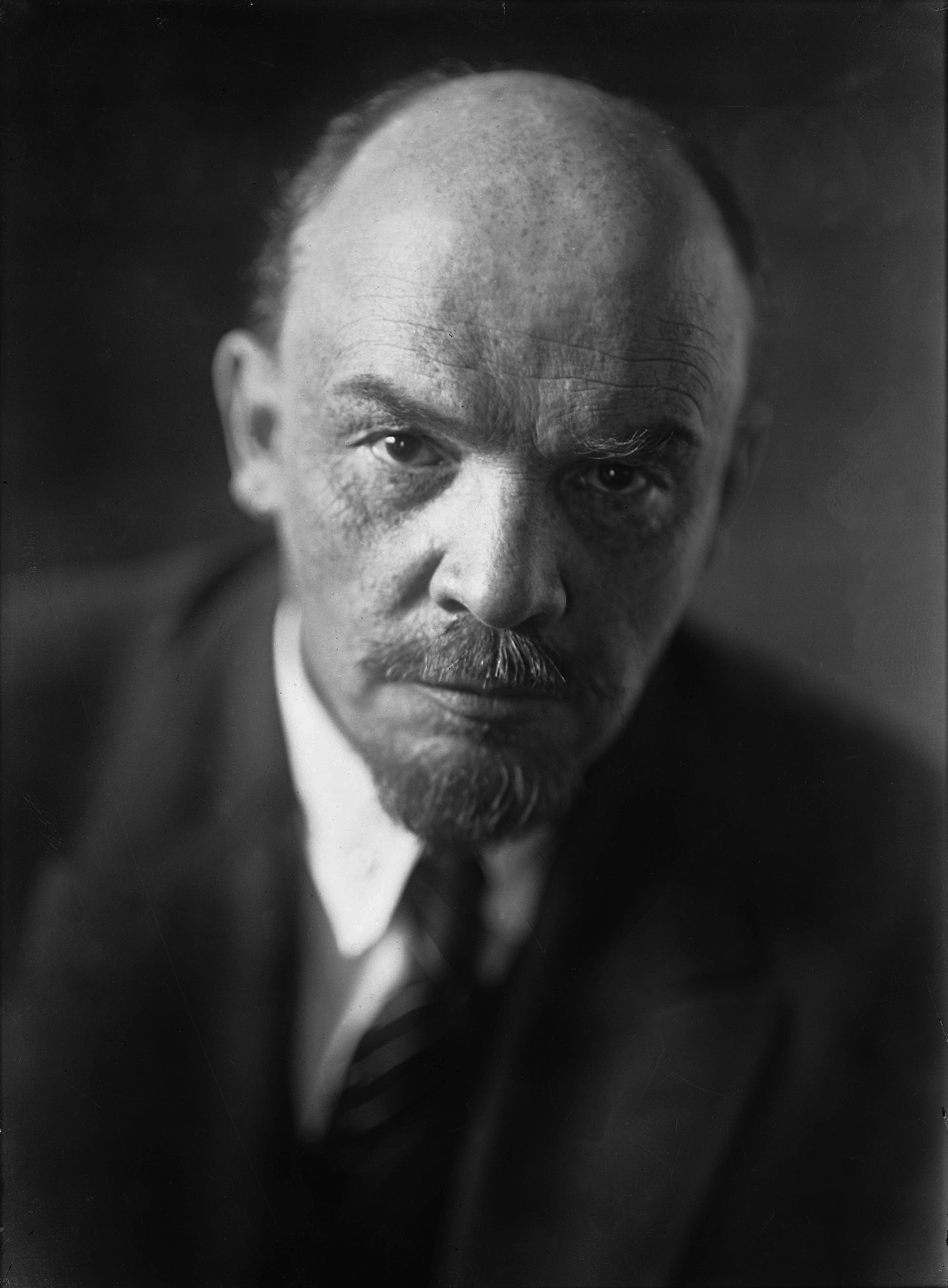
Vladimir Lénine.

Le léninisme, parfois nommé bolchévisme, est une idéologie politique dérivée du marxisme se réclamant de Vladimir Ilitch Oulianov, dit Lénine (1870-1924), de ses écrits, de son action et de ses idées en matière d'organisation et de stratégie politiques. L'expression est d'abord apparue pour désigner les partisans de Lénine au sein du POSDR ; elle a ensuite désigné la pratique organisationnelle qui avait conduit au succès de la révolution d'Octobre, et a ensuite englobé dans son ensemble l'idéologie des bolcheviks, pour devenir la doctrine dominante du mouvement communiste durant le XXe siècle.
Le léninisme se distingue en premier lieu en faisant du parti politique un élément crucial du processus révolutionnaire et de la lutte des classes, et en lui donnant un rôle dirigeant dans le cadre de la dictature du prolétariat. Le terme de léninisme est cependant utilisé pour englober non seulement les idées et la pratique politique de Lénine lui-même, mais également les différents courants qui se réclament d'interprétations — parfois contradictoires — de sa pensée.
À partir de l'époque stalinienne, l'expression marxisme-léninisme est utilisée pour désigner conjointement les versions du marxisme et du léninisme en vigueur en URSS et au sein de l'Internationale communiste puis, après la Seconde Guerre mondiale, dans l'ensemble des régimes communistes.
Au sein de la pensée marxiste et communiste, certains marxistes se sont montrés critiques et opposés vis-à-vis du léninisme, par exemple les communistes de conseils.

## Origines
Vladimir Oulianov, le futur Lénine, est séduit dans sa jeunesse par le marxisme, mais aussi par les idées de Piotr Tkatchev (1844-1886), qui prône la prise du pouvoir par une minorité révolutionnaire. Il est influencé non seulement par les idées de théoriciens socialistes comme Gueorgui Plekhanov, mais aussi par le terrorisme individuel pratiqué au XIXe siècle par certains groupes révolutionnaires russes comme Narodnaïa Volia sous l'Empire russe,.

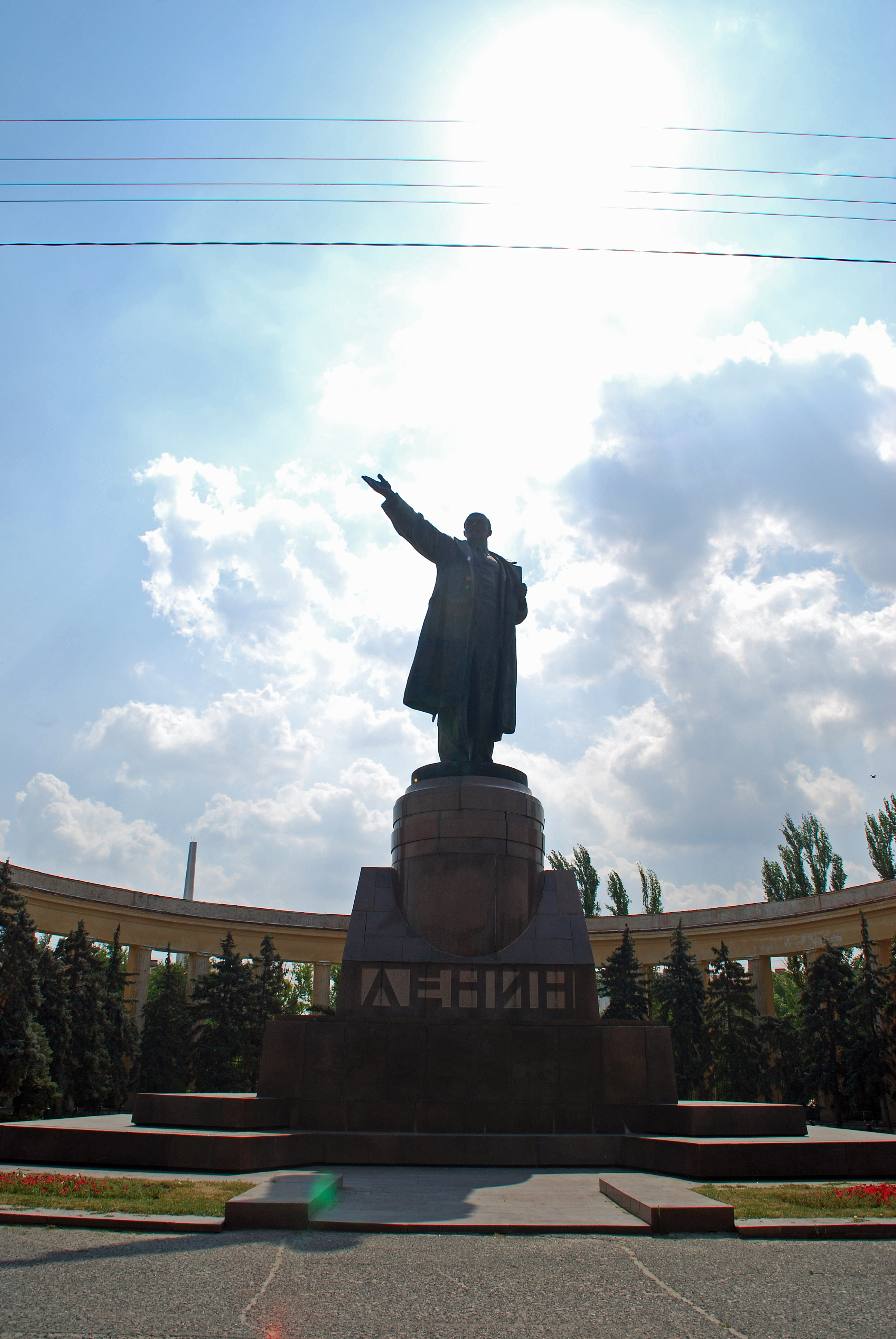
Statue de Lénine à Volgograd (Russie).

Lénine se considère comme un marxiste orthodoxe et reprend les grilles d'analyse de l'économie marxiste et du matérialisme historique ; il n'en fait pas moins preuve d'une capacité de souplesse dans ses idées, qui évoluent beaucoup en fonction de la nécessité de s'adapter aux circonstances et au contexte politique du moment. Militant du Parti ouvrier social-démocrate de Russie, il s'emploie dans ses écrits à appliquer la théorie marxiste au contexte russe, et à déterminer la manière la plus adaptée de faire triompher la révolution dans ce pays essentiellement rural, gouverné de manière autocratique. Lénine juge que la Russie, pays européen dans son modèle économique, demeure plongée dans l'« asiatisme » - synonyme, dans son vocabulaire, de despotisme et d'arriération - sur le plan politique. Le développement du capitalisme est dès lors entravé en Russie par les structures sociales, qui s'apparentent à un système de castes : il appartient aux révolutionnaires de donner l'impulsion historique décisive qui anéantira les « institutions surannées qui entravent le développement du capitalisme », la Russie devant rattraper son retard en la matière avant de passer au socialisme. Du fait du contexte particulier du pays, l'évolution ne saurait être spontanée : dans la brochure Que faire ?, qu'il publie en 1902, Lénine plaide pour une révolution qui serait organisée par des « professionnels » qui constitueraient l'« avant-garde » de la classe ouvrière et seraient, en Russie, les porteurs de la conscience de classe et de la théorie révolutionnaire, dont les ouvriers n'ont pas un sens inné. Le contexte social et politique de l'Empire russe empêchant le développement de la lutte des classes, il appartient dès lors au Parti de la créer : la bourgeoisie n'existant pas en Russie au sens occidental du terme, il appartient au Parti des « révolutionnaires professionnels » de se substituer à elle pour tenir un rôle d'accélérateur de l'Histoire. Dès lors, le Parti n'est plus un produit de la lutte des classes : c'est lui, au contraire, qui la produit, en permettant aux intellectuels porteurs de la conscience de fusionner avec le mouvement ouvrier et de lui apporter le savoir. Lénine s'efforce également d'adapter les schémas historiques marxistes à la situation sociale de la Russie. La pensée marxiste envisage traditionnellement l'éclatement de la révolution dans des pays industrialisés et développés, et néglige par conséquent le potentiel d'un pays majoritairement agricole comme la Russie ; elle privilégie également le rôle historique de la classe ouvrière, identifiant la paysannerie à la petite bourgeoisie. Lénine souligne au contraire le rôle des paysans dont il juge que, convenablement encadrés par le prolétariat et son Parti, ils peuvent devenir une force révolutionnaire.

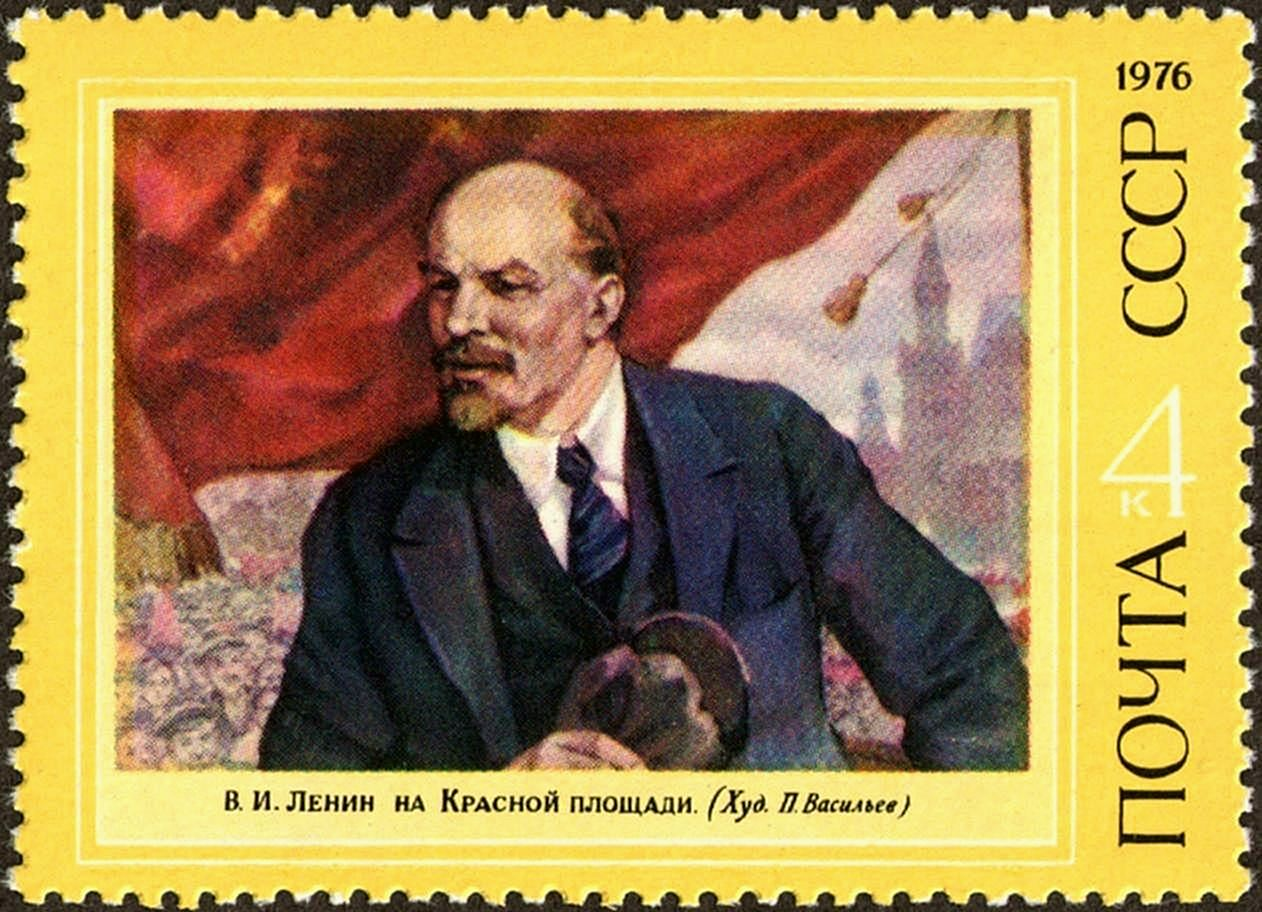
Timbre soviétique à l'effigie de Lénine.

En matière d'organisation du Parti, Lénine plaide pour l'« unité de la volonté », soit l'acquisition par l'avant-garde révolutionnaire d'une volonté unique qui devient dès lors « la volonté de la classe », les volontés individuelles disparaissant au profit de la volonté du Parti. Lénine multiplie ainsi les métaphores comparant le Parti à une usine, à une armée, à une machine ou à un orchestre. Le Parti tel que le conçoit Lénine est avant tout une organisation de professionnels, fonctionnant selon une stricte division du travail : Lénine prône à ce titre l'adoption du principe du centralisme démocratique, soit la « liberté de discussion » alliée à l'« unité d'action ». Lénine élabore cette formule au moment où le POSDR est divisé entre bolcheviks et mencheviks : le concept de centralisme démocratique est donc censé permettre la cohabitation de groupes rivaux au sein d'un même parti. Cependant, Lénine n'envisage nullement d'organiser le Parti selon un modèle parlementaire, la cohabitation avec les mencheviks lui étant imposée. À ses yeux, le Parti ne saurait être un « club de discussion ». Toute vérité est, pour Lénine, de type scientifique, ce qui ne laisse pas de place au débat : les militants doivent, en tant que professionnels, se soumettre à la « collectivité ». La notion de centralisme démocratique implique dès lors que les militants observent de manière stricte les consignes d'action, une fois celles-ci décidées au sein des organes de direction du Parti. L'existence du terme léninisme est attestée dès 1903, époque de la rupture entre bolcheviks et mencheviks : le mot est alors employé de manière péjorative par les adversaires de Lénine, pour désigner le courant animé par ce dernier. Dans les années qui précèdent la révolution de 1917, les idées de Lénine en matière d'organisation partisane ne font pas l'unanimité, y compris dans les rangs révolutionnaires. Léon Trotski, qui s'alliera par la suite à Lénine, parle d'une « robespierrade caricaturale » qui aboutirait à la domination d'un dictateur, tandis que Rosa Luxemburg juge que les conceptions léninistes ne peuvent que conduire au despotisme d'une intelligentsia.
Dans le contexte de la révolution de 1905, Lénine analyse le rôle des soviets comme nouveau moyen de lutte, jugeant que ceux-ci doivent être pénétrés et dirigés par le Parti, qui devra conserver un rôle dirigeant dans le cadre du processus révolutionnaire. C'est également à cette époque que Lénine théorise le concept de « terreur de masse » pour combattre les contre-révolutionnaires.
En 1909, alors qu'il polémique, à l'intérieur du courant bolchevik, avec le courant de la Construction de Dieu animé par Bogdanov, Lénine engage le combat sur le terrain philosophique en publiant l'ouvrage Matérialisme et empiriocriticisme. Il y expose sa définition du matérialisme dialectique et présente sa propre théorie de la connaissance : il dénonce toute compromission du marxisme, nécessairement athée, avec la sensibilité religieuse, et s'en prend au passage au positivisme scientifique d'Ernst Mach dont Bogdanov se réclame. Lénine affirme la nécessité de « l'esprit de parti en philosophie », ce qui implique de choisir forcément son camp entre « droite » et « gauche ». L'idée fondamentale de Lénine est que, par le biais du matérialisme dialectique, la représentation en général devient un reflet de la réalité objective, la pensée humaine étant par conséquent capable d'atteindre « la vérité absolue qui n'est qu'une somme de vérités relatives ». Dans cette optique, le développement des sciences ne peut que confirmer le matérialisme, Lénine concevant la pensée marxiste comme étant elle-même d'essence scientifique. En prônant une philosophie marxiste « coulée dans un seul bloc d'acier », Lénine transpose sur le terrain philosophique sa conception de l'organisation politique, dont les fondements sont la séparation en deux camps radicalement opposés et une stricte discipline du camp révolutionnaire,. Il se montre par ailleurs le plus violemment athée des intellectuels marxistes de son temps.
Dans l'ouvrage L'Impérialisme, stade suprême du capitalisme, rédigé durant la Première Guerre mondiale, Lénine analyse l'impérialisme comme un capitalisme « parasitaire ou pourrissant » marqué par la domination du capital financier sur le capital industriel : il voit dans le conflit en cours une lutte entre impérialismes rivaux pour le partage du monde, et pronostique la transformation de la guerre entre nations en une guerre entre bourgeois et prolétaires. Plus largement, il analyse la guerre mondiale comme l'expression du début du pourrissement du régime capitaliste. À la vision traditionnelle de Marx, chez qui la révolution socialiste consiste en une expropriation des grands capitalistes, Lénine substitue une vision apocalyptique de l'agonie du capitaliste, dans le cadre de conflits gigantesques. Boukharine exerce une certaine influence sur la pensée de Lénine, notamment pour les questions de l'impérialisme et de la dictature du prolétariat.
Durant la révolution russe et peu avant la révolution d'Octobre, Lénine rédige le traité marxiste L'État et la Révolution. Cet ouvrage aborde notamment la question de l'État et du gouvernement sous la dictature du prolétariat, thème que Marx et Engels n'avaient pas détaillé. Lénine y résume le processus historique révolutionnaire qu'il déduit de sa lecture des œuvres de Marx et Engels, identifiant la « dictature révolutionnaire du prolétariat » évoquée par Marx dans Critique du programme de Gotha à la phase de socialisation de la force du travail. Après le renversement du capitalisme par le biais d'une révolution violente, les moyens de production passeront sous un régime de propriété sociale, c'est-à-dire sous contrôle de l'État. Cette phase dite du « socialisme », c'est-à-dire du collectivisme économique, correspond à la phase « inférieure » de la société communiste : l'État subsistera sous la forme d'un « État prolétarien », expression de la dictature du prolétariat. Pour Lénine, cette forme de pouvoir politique n'est qu'un « demi-État », le pouvoir y étant exercé par le prolétariat, qui use d'un « pouvoir spécial de répression » contre ses anciens oppresseurs et prend possession des moyens de production « au nom de la société ». Les éventuels « excès » commis par certaines personnes seront réprimés par « le peuple », qui exercera la répression en lieu et place de l'ancien appareil d'État. Après ce stade, dont Lénine ne précise pas la durée, l'État s'éteindra ensuite progressivement de lui-même, pour aboutir finalement à la phase « supérieure », c'est-à-dire celle de la société sans classes et du communisme intégral — au sens d'organisation sociale sans État ni propriété privée — où règnera l'égalité parfaite. Lénine, tout en prônant l'application de la démocratie, se positionne à l'encontre de la démocratie parlementaire et ignore la notion de pluralisme,,.
Après la révolution d'Octobre (1917) qui permet aux bolcheviks de prendre le pouvoir en Russie, Lénine rédige l'ouvrage La Maladie infantile du communisme (le « gauchisme ») pour porter la contradiction à la gauche communiste, en l'espèce la tendance « conseilliste » qui, attachée au rôle des conseils ouvriers, conteste le rôle dirigeant du parti bolchevik. Lénine donne à cette occasion un cours de stratégie politique aux partis révolutionnaires, condamnant l'esprit « petit-bourgeois » proche de l'anarchisme et la puérilité qui consiste à opposer « masses populaires » et chefs de partis. Il insiste à nouveau sur l'importance de la discipline militante et sur l'association entre le travail politique légal - notamment via les parlements et les syndicats - et illégal.
Aux yeux de Lénine, la révolution ne peut s'envisager que dans une optique internationaliste, en visant l'union du prolétariat mondial qui transcendera les différences nationales. La révolution russe, pour perdurer, a donc besoin d'être soutenue par d'autres révolutions : le prolétariat russe étant peu développé, c'est dans les pays industrialisés, et notamment l'Allemagne, que Lénine espère voir se soulever la classe ouvrière. Cette perspective implique la création, envisagée par Lénine durant la Première Guerre mondiale, d'une « Troisième Internationale » qui remplacera l'Internationale ouvrière discréditée par le soutien des partis socialistes au bellicisme de leurs gouvernements respectifs. L'Internationale communiste est formée en 1919, provoquant une scission à l'échelle mondiale de la famille politique socialiste : durant les années 1920, sur tous les continents, les partis socialistes et sociaux-démocrates scissionnent pour donner naissance à des partis communistes qui soutiennent la Russie soviétique, qui leur paraît être un retour aux sources révolutionnaires du socialisme. Les conceptions de Lénine en matière d'organisation et de stratégie s'imposent au sein du mouvement communiste, et la tendance conseilliste est marginalisée dès 1921.

## Pratique du pouvoir par Lénine

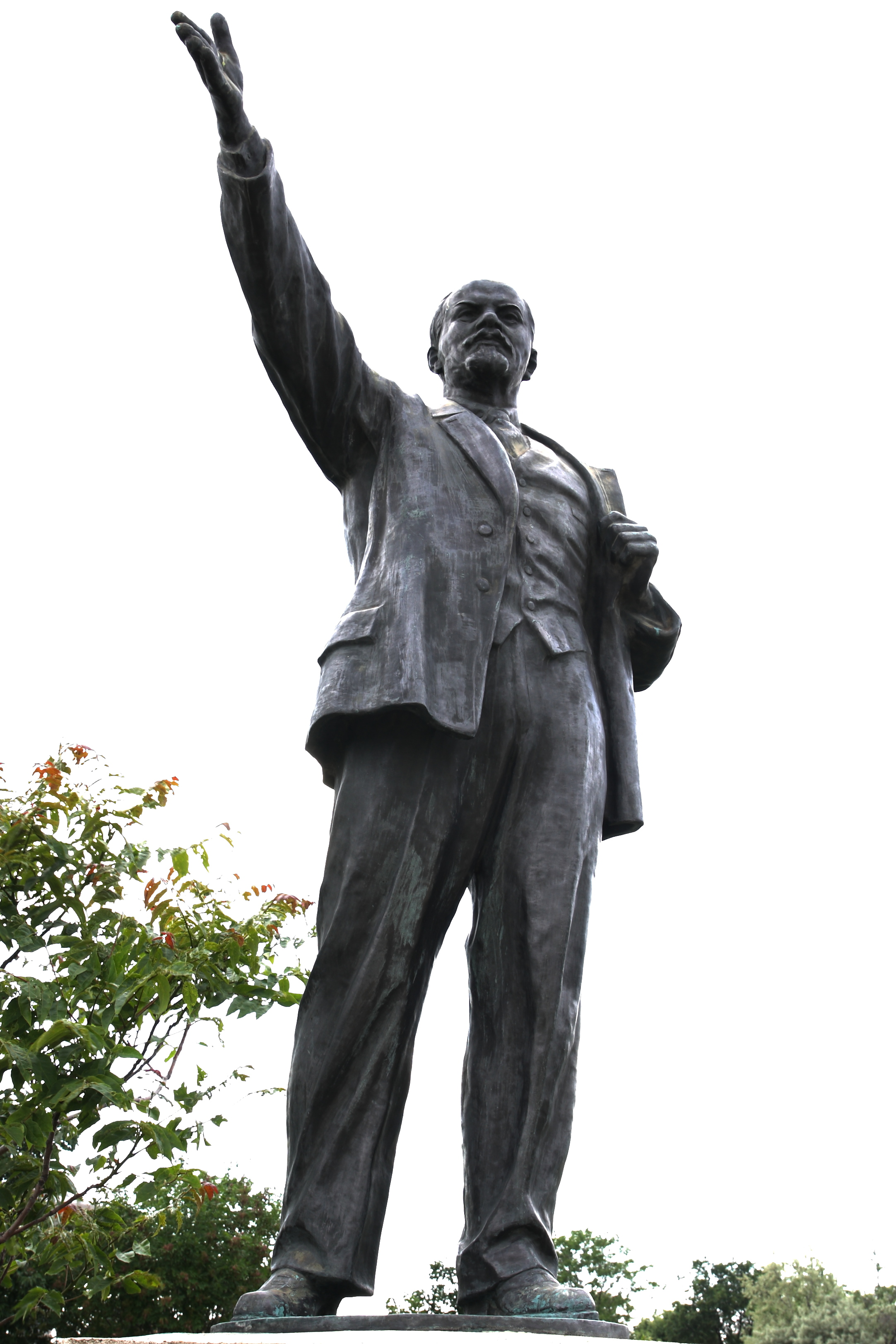
Statue de Lénine exposée à Memento Park (Budapest, Hongrie).

Après 1917, les Soviets sont en théorie la plus haute autorité politique en Russie soviétique ; dans la pratique, l'État est dirigé par le Parti communiste (nouveau nom des bolcheviks), le Politburo constituant le véritable gouvernement du pays. Dans un contexte de guerre civile, les bolcheviks doivent improviser une organisation économique, le communisme de guerre, qui permet de sauver le régime soviétique en renforçant la dictature politique, mais ruine l'économie du pays et provoque de nouveaux soulèvements, notamment paysans. Tout en faisant réprimer les insurrections de manière impitoyable, Lénine comprend la nécessité d'une pause dans le processus révolutionnaire et permet la réintroduction d'une certaine dose de capitalisme ; il met en place, à partir de 1921, la Nouvelle politique économique, qui permet à la Russie de sortir de la misère après des années de guerre. Dans le même temps, Lénine consacre ses conceptions centralistes en faisant interdire la constitution de fractions au sein du Parti communiste. Le monopole du pouvoir est dès lors transféré à la seule direction du Parti, dont Staline devient le Secrétaire général en 1922. Il fait également voter une résolution qui élève sa conception du rôle dirigeant du Parti au rang d'élément de la pensée marxiste, mettant en place un régime de parti unique,.
Le rôle des idées et de la pratique politique de Lénine dans le développement du totalitarisme au XXe siècle fait l'objet de débats ; le politologue Dominique Colas souligne à cet égard que, malgré les différences évidentes entre les personnalités respectives de Lénine et Staline, il n'est pas toujours aisé de distinguer léninisme et stalinisme. Les interprétations divergent essentiellement sur l'origine du totalitarisme stalinien : une conception « accidentaliste » veut que le régime soviétique ne soit devenu totalitaire que par le biais d'une série de réponses autoritaires à des difficultés, des accidents ou des crises ; une autre lecture tend au contraire à souligner que le programme léniniste est déjà centré sur la nécessité de la destruction de l'« ancien » et de la reconstruction de la société par une organisation unifiante. Staline partage en tout état de causes avec Lénine et les autres dirigeants bolcheviks le mépris de la « démocratie formelle », comme la justification apologétique de la violence et la primauté accordée à l'organisation. Le culte du chef est également déjà présent sous Lénine. Boris Souvarine considère pour sa part que le stalinisme n'est qu'un « sous-produit » du léninisme.
Le succès de la révolution menée par Lénine conduit des tendances politiques radicalement opposées à sa pensée à se réclamer de ses méthodes. Ainsi le dirigeant nazi Joseph Goebbels fait-il, dans les années 1920, l'éloge de Lénine, qu'il présente comme un grand dirigeant nationaliste russe dont les bolcheviks juifs auraient ensuite détourné le projet politique. Les références au léninisme par Goebbels ou par des membres de la gauche du parti nazi comme Otto Strasser ne font cependant pas l'unanimité dans les rangs nazis, d'autres cadres du NSDAP comme Alfred Rosenberg y étant nettement opposés. La récupération de certaines références léninistes par un mouvement anticommuniste comme le nazisme participe d'une volonté, non seulement de se réclamer d'un modèle révolutionnaire jugé efficace et attractif, mais également de séduire des communistes, tout en mettant en pratique une idéologie radicalement opposée au marxisme.

## Le léninisme après Lénine

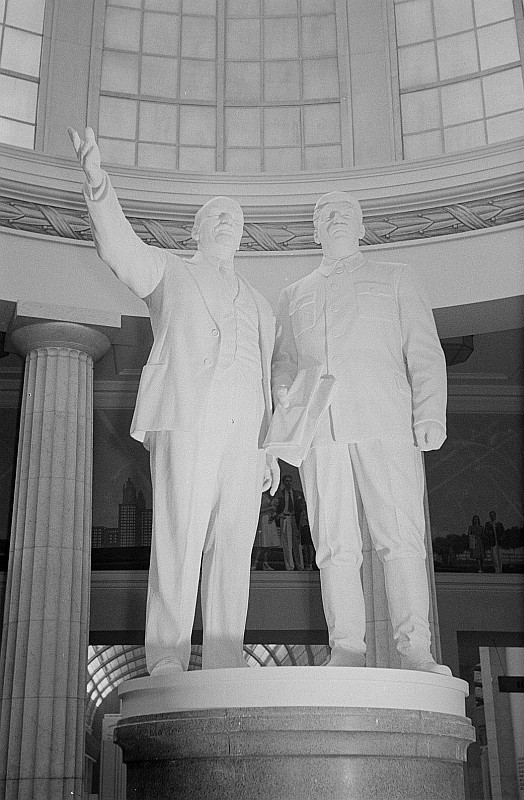
Statues de Lénine et Staline à Leipzig (RDA), en 1954.

Au moment du XIIe congrès du Parti, qui se déroule en avril 1923, Lénine lui-même est déjà définitivement écarté par la maladie. Au cours de ce congrès, Lev Kamenev et Grigori Zinoviev se livrent à un panégyrique de la pensée de Lénine, qu'ils présentent comme une doctrine indépassable. Le chef des bolcheviks avait pu, jusque-là, faire l'objet de critiques de la part des autres cadres du Parti ; exalter les mérites du « léninisme » en tant qu'idéologie officielle du Parti commence à devenir, pour les dirigeants communistes, une manière d'affirmer leur légitimité.
Lénine meurt en janvier 1924 et la revendication de la fidélité au léninisme devient une arme au service des prétendants à la succession de Lénine : Trotski, qui avait naguère vivement critiqué les conceptions autoritaires de Lénine en matière d'organisation du Parti, rédige fin 1923 une série d'articles (réunis en janvier 1924 dans la brochure Cours nouveau) dans lesquels il s'appuie sur le léninisme, auquel il rattache sa théorie de la révolution permanente, pour dénoncer la montée en puissance de la bureaucratie en URSS. Pour Trotski, le léninisme est avant tout un « réalisme », une « morale de l'action de masse et du parti de masse », qui n'implique « ni formalisme, ni canon ou bureaucratisme ».
C'est cependant Staline qui propose la première définition synthétique du terme léninisme, dans une série de conférences données en 1924 à l'université Sverdlov, et dont le texte est ensuite réuni dans la brochure Les Principes du léninisme : pour Staline, le léninisme est « le marxisme de l'époque de l'impérialisme et de la révolution prolétarienne. Plus exactement : le léninisme est la théorie et la tactique de la révolution prolétarienne en général, la théorie et la tactique de la dictature du prolétariat, en particulier ». Les écrits de Staline, largement diffusés, lui permettent de s'imposer en tant que gardien de l'orthodoxie idéologique et deviennent des textes de référence de l'Internationale communiste. Grigori Zinoviev publie lui aussi, en 1925, une brochure intitulée Le Léninisme, dans laquelle il définit le léninisme comme « le marxisme de l'époque des guerres impérialistes et de la révolution mondiale, qui a commencé directement dans un pays où prédomine la paysannerie ». Staline saisit l'occasion de ce dernier membre de phrase pour attaquer violemment Zinoviev en lui reprochant de présenter le léninisme comme un produit du particularisme russe : pour Staline, au contraire, le léninisme a une portée universelle, et doit donc s'appliquer de manière « obligatoire » à tous les pays sans exception,. Robert Service, biographe de Lénine et de Staline, souligne que ce dernier réalise, avec Les Principes du léninisme, une synthèse efficace et claire de la pensée de Lénine : la seule innovation idéologique de Staline tient au concept de socialisme dans un seul pays qui implique de renvoyer sine die la révolution mondiale et à se concentrer en premier lieu sur la consolidation des acquis révolutionnaires dans la seule URSS, s'opposant diamétralement à celui de révolution permanente qui, dans la pensée de Trotski, vise à préserver la révolution en l'étendant en premier lieu au reste du monde,.
Alors même que Lénine plaidait pour une certaine souplesse dans l'analyse marxiste, Staline fait du léninisme « un schéma obligatoire pour tous de la philosophie de l'histoire ». Dans les interprétations staliniennes du léninisme, les schémas d'analyse marxistes, le matérialisme historique et le matérialisme dialectique (intronisé philosophie obligatoire pour tout communiste) sont utilisés pour dépeindre la réalité et les processus historiques sous forme d'une série de causalités rigides et mécaniques ; le léninisme fait dès lors figure de « prête-nom » pour le stalinisme. Staline poursuit son travail de mise en orthodoxie avec d'autres ouvrages, Précis d'Histoire du Parti communiste (bolchevik) de l'URSS (réécriture à son profit de l'histoire du mouvement) et Les Questions du léninisme, recueil de textes régulièrement réédité et augmenté de ses réflexions sur les problèmes d'actualité,,.
Le trotskisme, marginalisé par le stalinisme, continue quant à lui de se réclamer du léninisme : dès l'époque de l'Opposition de gauche, les partisans de Trotski se présentent comme « bolchevik-léninistes » - terme ensuite repris par la Quatrième Internationale - afin de souligner leur légitimité idéologique, Trotski revendiquant l'héritage politique de Lénine. Lors de la conférence du Parti de janvier 1924, Staline obtient la condamnation des positions de l'Opposition de gauche, pour « activités fractionnelles » et « déviation anti-léniniste ». Si la gauche communiste est, dans son ensemble, anti-léniniste, une dissidence « gauchiste » du léninisme existe avec le bordiguisme - du nom de son inspirateur, l'Italien Amadeo Bordiga - qui reste fidèle à la conception léniniste du Parti mais s'oppose frontalement à l'URSS, qualifiée d'« État capitaliste ».
Le terme de marxisme-léninisme fait son apparition à la fin des années 1920 et s'impose au cours de la décennie suivante pour désigner la doctrine en vigueur en URSS et dans les partis de l'Internationale communiste ; il tend par ailleurs à se substituer à celui de léninisme, qui ne fait plus l'objet de notices dans nombre de dictionnaires de science politique publiés durant la période de la guerre froide.

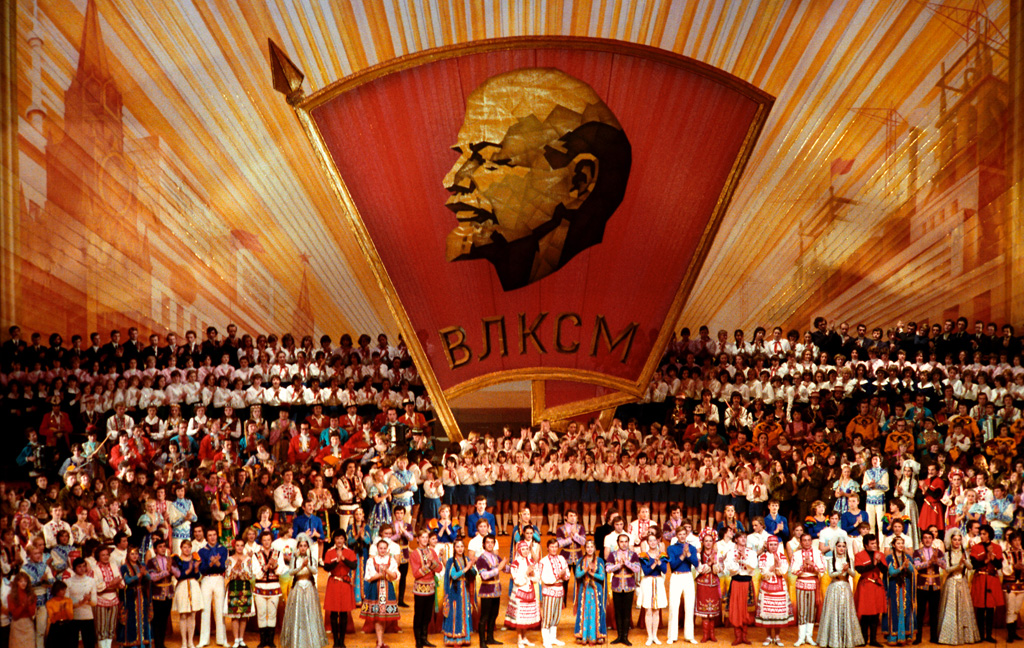
Portrait de Lénine lors d'un concert durant le du Komsomol (organisation de jeunesse du Parti communiste de l'Union soviétique), en 1978.

Le marxisme-léninisme est ensuite la doctrine officielle de l'ensemble des régimes communistes que ce soit au sein du bloc de l'Est ou hors d'Europe ; il connaît cependant d'importantes variations, au gré des évolutions politiques que connaît le monde communiste. Le « titisme », en vigueur en Yougoslavie après la rupture soviéto-yougoslave, se présente comme un retour aux sources du marxisme grâce à la pratique de l'autogestion des entreprises par les travailleurs,. Le maoïsme, idéologie revendiquée par la république populaire de Chine, consiste en une version du marxisme-léninisme adaptée aux réalités chinoises ; Mao a initialement découvert l'œuvre de Lénine - dont les écrits sont alors à peine traduits en chinois - dans la synthèse qu'en donne Staline. Malgré les différences de contexte entre la Russie et la Chine, les thèses de Lénine sur la question coloniale, ainsi que le recours à la violence, s'adaptent cependant au contexte de la révolution chinoise, en lui apportant une légitimation théorique. La « pensée Mao Zedong » se distingue par une conception internationale tiers-mondiste qui oppose pays sous-développés et pays capitalistes, et par une vision volontariste de l'économie, qui implique de remodeler totalement la structure et la mentalité de la société, aboutissant à des désastres comme le Grand Bond en avant et la révolution culturelle.
Après la déstalinisation et la dénonciation du culte de la personnalité de Staline, l'idéologie en vigueur en URSS se présente comme un retour aux sources du marxisme-léninisme, celui-ci étant identifié au véritable léninisme et au marxisme lui-même. Les divergences d'interprétations conduisent cependant à d'importantes controverses, comme celle qui entraîne la rupture sino-soviétique. Lors de sa rupture avec l'URSS, la Chine multiplie les références au léninisme pour mettre en valeur son propre projet politique et dénoncer, au nom d'un marxiste-léniniste « anti-révisionniste », le révisionnisme idéologique de l'Union soviétique. Dans les années 1970, l'évolution des mentalités et des contextes politiques conduit plusieurs partis communistes européens, partisans du courant de l'Eurocommunisme, à prendre leurs distances avec le marxisme-léninisme, et à ne plus faire figurer le léninisme dans leurs statuts.
Une partie de l'extrême gauche, notamment le courant trotskiste, continue aujourd'hui encore de se réclamer du léninisme. Le marxisme-léninisme demeure l'idéologie en vigueur dans les régimes communistes encore en place, à l'exception de la Corée du Nord qui a progressivement privilégié les références au Juche, une doctrine à usage proprement national dont le marxisme-léninisme (dont la mention a été supprimée dans la constitution de 1992) n'est censé être que « la prémisse idéologique et théorique ». D'autres régimes communistes mêlent le marxisme-léninisme à des références nationales, à l'image de Cuba qui se réclame également des idées de José Martí,,.

## Courants marxistes opposés ou critiques du léninisme
Plusieurs courants marxistes s'opposent au léninisme et à sa conception de la stratégie révolutionnaire (luxemburgisme, gauche communiste germano-hollandaise, communisme de conseils, marxisme libertaire, marxisme autogestionnaire, austromarxisme).

### La critique venant des communistes de conseils
Les conseillistes, ou "communistes de conseils", émettent de fortes critiques sur la stratégie révolutionnaire léniniste. Les communistes de conseils allemands et hollandais critiquent la vision léniniste et bolchevique du parti révolutionnaire et de leur conception de la phase transitoire dite de la dictature du prolétariat. Ils critiquent ainsi l'Union soviétique dès les années 1920. 

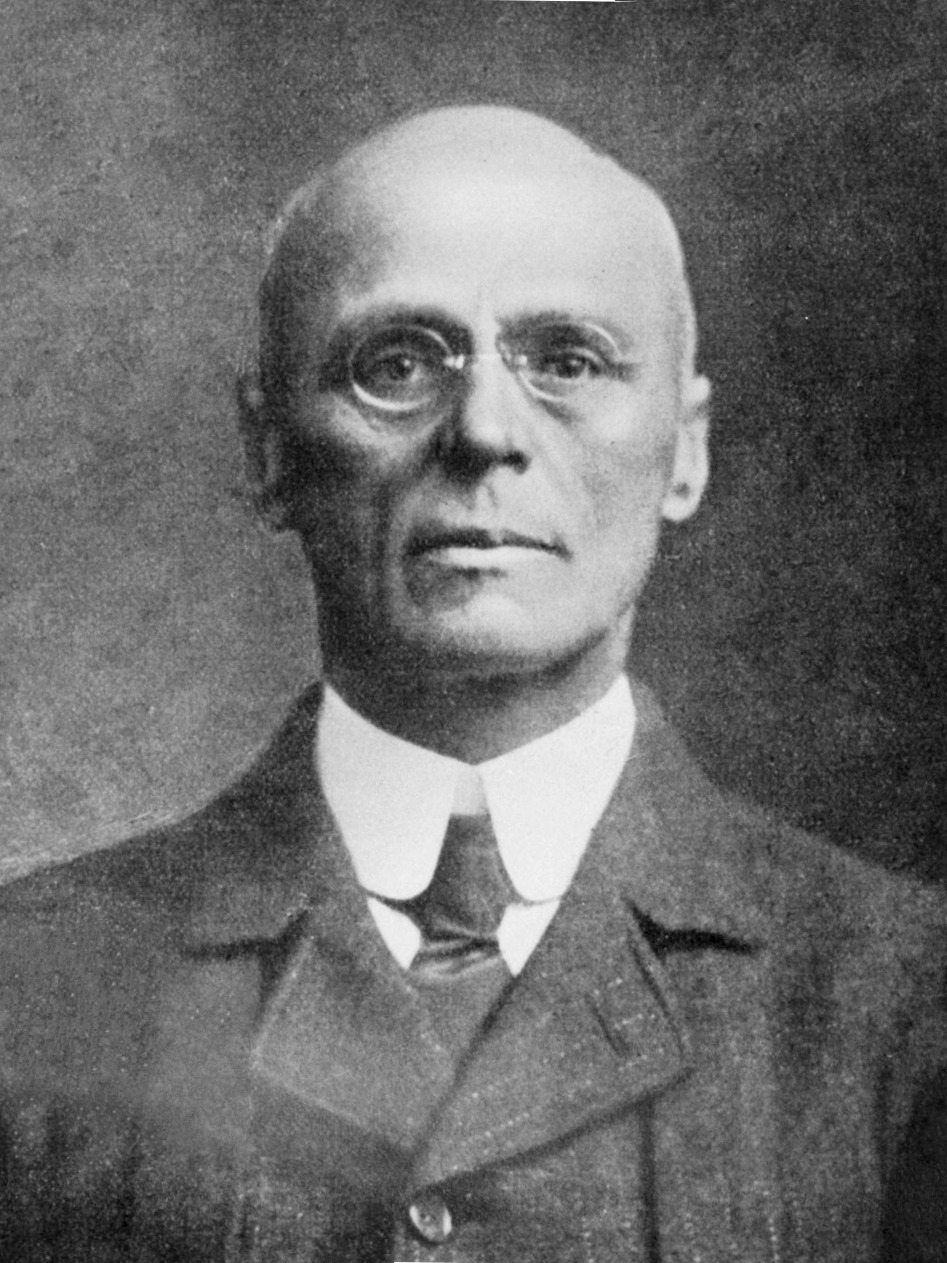
Herman Gorter, communiste de gauche critique de Lénine.

Le communiste de conseils Herman Gorter en 1920 critique le livre de Lénine, sorti la même année, du nom de La Maladie infantile du communisme (le « gauchisme »). Anticipant l'évolution de l'Internationale communiste, il écrit dans son texte « Lettre ouverte au camarade Lénine » : « l'opportunisme n'a pas été tué ; pas même chez nous. C'est ce que nous constatons déjà dans tous les partis communistes, dans tous les pays » ; « L'usage s'établira à nouveau de mauvais compromis parlementaires avec les social-patriotes et les bourgeois » ; « La liberté de parole sera supprimée et de bons communistes seront exclus ». Anticipant l'éventualité de l'exclusion de l'aile gauche dont il fait partie, et le triomphe de la droite opportuniste, il écrit : « Lorsque l'opportunisme s'introduit de nouveau avec ses suites désastreuses pour la conscience et la force du prolétariat, c'est là un danger mille fois pire que lorsque la gauche se montre trop radicale. La gauche, même quand elle va trop loin pour une fois, reste toujours révolutionnaire » ; « La droite opportuniste est vouée à devenir de plus en plus opportuniste, à s'enfoncer de plus en plus dans le marais, et à causer toujours davantage la perte des ouvriers. L'opportunisme est la perte du mouvement ouvrier, la mort de la révolution. C'est à cause de l'opportunisme qu'est survenu tout le mal : le réformisme, la guerre, la défaite et la mort de la révolution en Hongrie et en Allemagne. L'opportunisme est la cause de notre anéantissement. Et il est présent dans la troisième Internationale... ». Cette vision, qui semble très pessimiste en 1921, prend tout son sens au regard de l'émergence du stalinisme et de la bureaucratie. Enfin, face à la résolution prise par le IIe congrès de la Troisième Internationale, qui exige « une discipline de fer confinant à la discipline militaire », Gorter rejette « la discipline de fer, l'obéissance militaire, la servitude de cadavre dont nous ne voulons pas ». Par rapport au syndicalisme, il précise : « Comme la "gauche" veut en premier lieu la libération des esprits, et qu'elle croit à l'unité des bourgeois, elle reconnait que les syndicats doivent être détruits et que le prolétariat a besoin de meilleures armes ». En 1921 il est parmi les fondateurs du Parti communiste ouvrier d'Allemagne : KAPD, puis il rejoint sa Fraction d'Essen et devient un des leaders de l'Internationale Communiste ouvrière (KAI). Sa « Réponse à Lénine » sera publiée en France en 1930 par les Groupes ouvriers communistes. Le KAPD sera exclu peu après de l'Internationale. Herman Gorter critiquait également Lénine sur l'aspect stratégique révolutionnaire consistant en ceci : croire que le model d'un parti bolchevique et léniniste pouvait s'exporter dans des pays d'Europe de l'Ouest (avec un capitalisme bien plus développé que n'était la Russie tsariste) :

Vous ne devez pas faire cela, camarade. En Europe occidentale nous sommes encore dans le stade de préparation. On devrait plutôt soutenir les lutteurs que les dominateurs. [...] Votre tactique fut certainement remarquable en ce qui concerne la Russie, et c'est par elle que les Russes ont obtenu la victoire. Mais est-ce que cela prouve quelque chose pour l'Europe de l'Ouest ? Rien, ou très peu de choses, à mon avis. Nous sommes d'accord en ce qui concerne les soviets, la dictature du prolétariat, comme moyens pour la révolution et l'édification. De même, votre tactique vis-à-vis de l'étranger a été - du moins jusqu'à présent - un exemple pour nous. Mais il en est autrement de votre tactique pour les pays ouest-européens. Et cela est tout naturel. Comment la tactique en Europe orientale et en Occident pourrait-elle être la même ? La Russie est un pays pourvu d'une agriculture tout à fait prépondérante, d'un capitalisme industriel qui n'est qu'en partie hautement développé et reste très petit relativement à l'ensemble. Encore était-il nourri en grande partie par le capital étranger. En Europe de l'Ouest, surtout, en Allemagne et en Angleterre, c'est précisément le contraire. Chez vous : vieilles formes du capital subsistant sur la base du capital usurier. Chez nous : prépondérance presque exclusive du capital financier hautement développé. Chez vous : résidus formidables des temps féodaux et pré-féodaux, vestiges même de l'époque des tribus et de la barbarie. Chez nous, surtout en Angleterre et en Allemagne : un ensemble, agriculture, commerce, transports, industrie, dirigé par le capitalisme le plus avancé. Chez vous : restes énormes du servage, paysans pauvres, classe rurale moyenne paupérisée. Chez nous : relations des paysans pauvres eux-mêmes avec la production moderne, transport, technique et échanges ; classes moyennes de la ville et de la campagne, - même les plus basses couches. - en contact direct avec les grands capitalistes. Vous avez encore des classes avec lesquelles le prolétariat montant peut se lier. L'existence seule de ces classes est déjà une aide. Et naturellement la même chose est vraie sur le terrain des partis politiques. Chez nous, rien de tout cela. 

À la fin de sa « Lettre ouverte au camarade Lénine », Herman Gorter résume en 7 principaux points ses différences avec la stratégie de Lénine : 
Pour finir, afin de mettre mes appréciation sous une forme aussi brève et ramassée que possible - devant les yeux des ouvriers, qui ont à acquérir une conception claire de la tactique, je les résumerai en quelques thèses.
1. La tactique de la révolution occidentale doit être toute autre que celle de la révolution russe;
2. Car le prolétariat est ici tout seul;
3. Le prolétariat doit donc ici faire seul la révolution contre toutes les classes;
4. L'importance des masses prolétariennes est donc relativement plus grande, celle des chefs plus petite qu'en Russie;
5. Et le prolétariat doit avoir ici les toutes meilleures armes pour la révolution;
6. Comme les syndicats sont des armes défectueuses, il faut les supprimer ou les transformer radicalement, et mettre à la place des organisations d'entreprise, réunies dans une organisation générale;
7. Comme le prolétariat doit faire seul la révolution, et ne dispose d'aucune aide, il doit s'élever très haut en conscience et en courage. Et il est préférable de laisser de côté le parlementarisme dans la révolution.

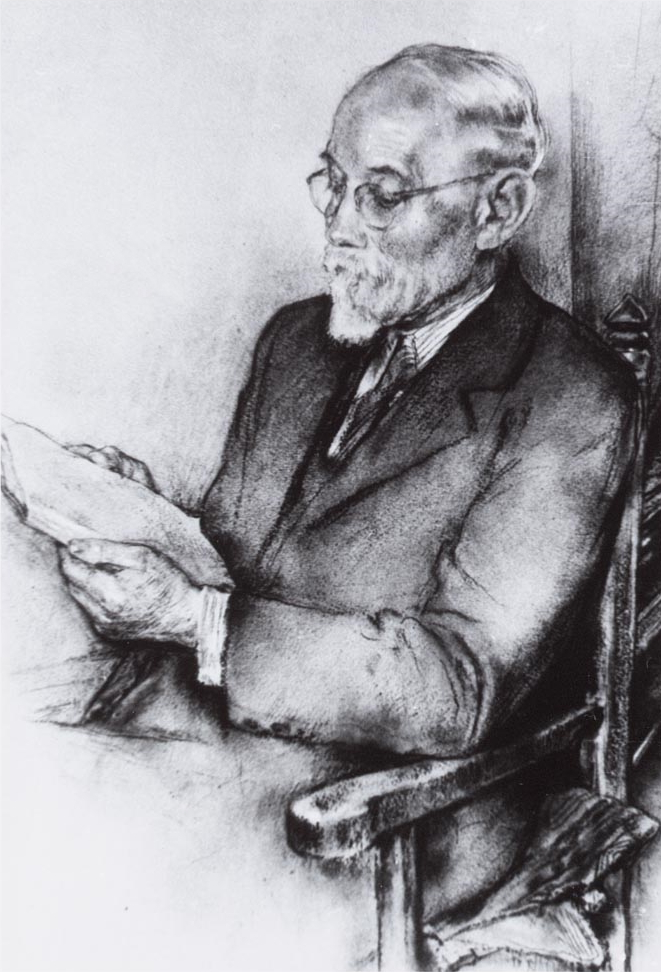
Anton Pannekoek, penseur marxiste du communisme de conseils.

Également, Anton Pannekoek est un conseilliste considérant que la dictature du prolétariat, contrairement à Lénine, s'incarne par les conseils (de travailleurs). S'il y a éventuellement des élections, alors les élus sont des délégués révocables à tout instant (mandat impératif). Les conseils, dès le début de la révolution, contribuent ainsi au dépérissement de l'État. Les conseils sont en même temps considérés comme une garantie de la montée du communisme dans le processus révolutionnaire. Contrairement à la logique de Lénine optant pour un parti d'avant-garde de professionnels révolutionnaires prenant le contrôle de l'appareil d'État, Pannekoek considère que ce qui doit organiser la révolution sous la dictature du prolétariat sont les conseils ouvriers démocratiques :
« L'organisation conseilliste incarne la dictature du prolétariat. Il y a plus d'un demi-siècle, Marx et Engels ont expliqué comment la révolution sociale devait amener la dictature du prolétariat et comment cette nouvelle expression politique était indispensable à l'introduction de changements nécessaires dans la société. Les socialistes qui ne pensent qu'en termes de représentation parlementaire, ont cherché à excuser ou à critiquer cette infraction à la démocratie et l'injustice qui consiste selon eux à refuser le droit de vote à certaines personnes sous prétexte qu'elles appartiennent à des classes différentes. Nous pouvons voir aujourd'hui comment le processus de la lutte de classes engendre naturellement les organes de cette dictature : les soviets [donc les conseils]. »
Pour les conseillistes du Groupe des Communistes internationaux (néerlandais) : « Ce qui existe en Russie est un capitalisme d’État. Ceux qui se réclament du communisme doivent aussi attaquer ce capitalisme d’État ». « Le bolchévisme, capitalisme d’État et dictature des bureaucrates » selon le marxiste conseilliste Otto Rühle.
Le marxologue et communiste de conseils Maximilien Rubel considère que la vision et la position de Lénine sur la dictature du prolétariat est à l'origine du stalinisme, et est donc une trahison de la pensée de Marx. Notamment, Rubel s'appuie et critique un texte de Lénine intitulé "Les tâches immédiates du pouvoir des Soviets" (1918) pour affirmer cette préfiguration du stalinisme, particulièrement sur l'expression de "dictature personnelle" qu'emploie Lénine.
Ces analyses sont reprises par la suite par différents courants communistes, et dans les années 1960 par de nouveaux courants marxistes comme les conseillistes de l’Internationale situationniste.

### Critique luxemburgiste
Rosa Luxemburg est une révolutionnaire marxiste ayant pu émettre des critiques vis-à-vis de Lénine. Sa critique porte sur la stratégie révolutionnaire du léninisme et du trotkisme et la question de la dictature du prolétariat :
Lénine dit : l'État bourgeois est un instrument d'oppression de la classe ouvrière, l'État socialiste un instrument d'oppression de la bourgeoisie. C'est en quelque sorte l'État capitaliste renversé sur la tête. Cette conception simpliste oublie l'essentiel : c'est que si la domination de classe de la bourgeoisie n'avait pas besoin d'une éducation politique des masses populaires, tout au moins au-delà de certaines limites assez étroites, pour la dictature prolétarienne, au contraire, elle est l'élément vital, l'air sans lequel elle ne peut vivre. [...] La condition que suppose tacitement la théorie de la dictature selon Lénine et Trotsky, c'est que la transformation socialiste est une chose pour laquelle le parti de la révolution a en poche une recette toute prête, qu'il ne s'agit plus que d'appliquer avec énergie. Par malheur - ou, si l'on veut, par bonheur -, il n'en est pas ainsi. Bien loin d'être une somme de prescriptions toutes faites qu'on n'aurait plus qu'à appliquer, la réalisation pratique du socialisme en tant que système économique, juridique et social, est une chose qui reste complètement enveloppée dans les brouillards de l'avenir. Ce que nous possédons dans notre programme, ce ne sont que quelques grands poteaux indicateurs qui montrent la direction générale dans laquelle il faut s'engager, indications d'ailleurs d'un caractère surtout négatif. Nous savons à peu près ce que nous aurons à supprimer tout d'abord pour rendre la voie libre à l'économie socialiste. Par contre, de quelle sorte seront les mille grandes et petites mesures concrètes en vue d'introduire les principes socialistes dans l'économie, dans le droit, dans tous les rapports sociaux, là, aucun programme de parti, aucun manuel de socialisme ne peut fournir de renseignement. Ce n'est pas une infériorité, mais précisément une supériorité du socialisme scientifique sur le socialisme utopique, que le socialisme ne doit et ne peut être qu'un produit historique, né de l'école même de l'expérience, à l'heure des réalisations, de la marche vivante de l'histoire, laquelle tout comme la nature organique dont elle est en fin de compte une partie, a la bonne habitude de faire naître toujours avec un besoin social véritable, les moyens de le satisfaire, avec le problème sa solution.[...] Lénine et Trotsky ont mis à la place des corps représentatifs issus d'élections générales les soviets comme la seule représentation véritable des masses ouvrières. Mais en étouffant la vie politique dans tout le pays, il est fatal que la vie dans les soviets eux-mêmes soit de plus en plus paralysée. Sans élections générales, sans liberté illimitée de la presse et de réunion, sans lutte libre entre les opinions, la vie se meurt dans toutes les institutions publiques, elle devient une vie apparente, où la bureaucratie reste le seul élément actif. C'est une loi à laquelle nul ne peut se soustraire. La vie publique entre peu à peu en sommeil. Quelques douzaines de chefs d'une énergie inlassable et d'un idéalisme sans borne dirigent le gouvernement, et, parmi eux, ceux qui gouvernent en réalité, ce sont une douzaine de têtes éminentes, tandis qu'une élite de la classe ouvrière est convoquée de temps à autre à des réunions, pour applaudir aux discours des chefs, voter à l'unanimité les résolutions qu'on lui présente, au fond par conséquent un gouvernement de coterie - une dictature, il est vrai, non celle du prolétariat, mais celle d'une poignée de politiciens, c'est-à-dire une dictature au sens bourgeois, au sens de la domination jacobine (le recul des congrès des soviets de trois mois à six mois !). [...] L'erreur fondamentale de la théorie Lénine-Trotsky est précisément que, tout comme Kautsky, ils opposent la démocratie à la dictature. "Dictature ou démocratie", ainsi se pose la question pour les bolcheviks comme pour Kautsky. Ce dernier se prononce bien entendu pour la démocratie, et même pour la démocratie bourgeoise, puisqu'il l'oppose à la transformation socialiste Lénine-Trotsky se prononcent au contraire pour la dictature d'une poignée de personnes, c'est-à-dire pour la dictature selon le modèle bourgeois. Ce sont là deux pôles opposés, tout aussi éloignés l'un et l'autre de la véritable politique socialiste.